# Olympische Winterspiele 1932/Teilnehmer (Großbritannien)
| Gelbes Symbol für Goldmedaillen mit stilisierten Olympischen Ringen | Graues Symbol für Silbermedaillen mit stilisierten Olympischen Ringen | Braundes Symbol für Bronzemedaillen mit stilisierten Olympischen Ringen |
| ------------------------------------------------------------------- | --------------------------------------------------------------------- | ----------------------------------------------------------------------- |
| —                                                                   | —                                                                     | —                                                                       |

Das Vereinigte Königreich nahm an den III. Olympischen Winterspielen 1932 in Lake Placid mit einer Delegation von vier Athleten, allesamt Frauen, teil.

## Teilnehmer nach Sportarten

### Eiskunstlauf
- Cecilia Colledge
Damen, Einzel: 8. Platz

- Joan Dix
Damen, Einzel: 10. Platz

- Mollie Phillips
Damen, Einzel: 9. Platz

- Megan Taylor
Damen, Einzel: 7. Platz